# Tribal-klass (1936)
Tribal-klass var en klass av jagare som byggdes för Royal Navy, Royal Canadian Navy och Royal Australian Navy som tjänstgjorde under andra världskriget. Ursprungligen tänkt som en konstruktion för en lätt kryssare men vidare utvecklad till en klass av kraftfulla snabba jagare, med större tonvikt på kanoner istället för torpeder.

## Fartyg i klassen

### Royal Navy
| Namn         | Skeppsnummer | Varv                                                | Kölsträckt        | Sjösatt           | Tagen i tjänst   | Öde |
| ------------ | ------------ | --------------------------------------------------- | ----------------- | ----------------- | ---------------- | --- |
| HMS Afridi   | F07          | Vickers Armstrongs, Walker                          | 9 juni 1936       | 8 juni 1937       | 3 maj 1938       | Sänkt i flyganfall den 3 maj 1940 utanför Namsos, Norge |
| HMS Ashanti  | F51          | William Denny & Brothers, Dumbarton                 | 23 november 1936  | 5 november 1937   | 21 december 1938 | Såld som skrot, 12 april 1949 |
| HMS Bedouin  | F67          | Denny                                               | januari 1937      | 21 december 1937  | 15 mars 1939     | Sänkt i flyganfall den 15 juni 1942 efter att ha slagits ut av de Italienska kryssarna RN Raimondo Montecuccoli och RN Eugenio di Savoia söder om Pantellaria |
| HMS Cossack  | F03          | Vickers Armstrongs                                  | 9 juni 1936       | 8 juni 1937       | 7 juni 1938      | Sänkt 24 oktober 1941, torpedera av U 563 väster om Gibraltar                                                                                                 |
| HMS Eskimo   | F75          | Vickers Armstrongs                                  | 5 augusti 1936    | 3 september 1937  | 30 december 1938 | Såld som skrot, 27 juni 1949 |
| HMS Gurkha   | F20          | Fairfield Shipbuilding & Engineering Company, Govan | 6 juli 1936       | 7 juli 1937       | 21 oktober 1938  | Sänkt i ett flyganfall den 9 april 1940 utanför Stavanger, Norway                                                                                             |
| HMS Maori    | F24          | Fairfield                                           | 6 juli 1936       | 2 september 1937  | 2 januari 1939   | Sänkt i ett flyganfall den 12 februari 1942 i Grand Harbour, Valletta, Malta                                                                                  |
| HMS Mashona  | F59          | Vickers Armstrongs                                  | 5 augusti 1936    | 3 september 1937  | 28 mars 1939     | Sänkt i ett flyganfall den 28 maj 1941 sydväst om Irland under jakten på Bismark                                                                              |
| HMS Matabele | F26          | Scotts Shipbuilding & Engineering Company, Greenock | 1 oktober 1936    | 6 oktober 1937    | 25 januari 1939  | Sänkt 17 januari 1942, torpederad av U 454 i Barents hav |
| HMS Mohawk   | F31          | John I. Thornycroft & Company, Woolston             | 16 juli 1936      | 15 oktober 1937   | 7 september 1938 | Sänkt 16 april 1941, torpederad av den italienska jagaren RN Luca Tarigo                                                                                      |
| HMS Nubian   | F36          | Thornycroft                                         | 10 augusti 1936   | 21 december 1937  | 6 december 1938  | Såld som skrot, 11 juni 1949 |
| HMS Punjabi  | F21          | Scotts                                              | 1 oktober 1936    | 18 december 1937  | 29 mars 1939     | Sänkt 1 maj 1942, rammad av HMS King George V i Atlanten |
| HMS Sikh     | F82          | Alexander Stephen & Sons, Linthouse                 | 24 september 1936 | 17 december 1937  | 12 oktober 1938  | Sänkt av kustartilleribatterier utanför Tobruk den 14 september 1942                                                                                          |
| HMS Somali   | F33          | Swan Hunter & Wigham Richardson, Wallsend           | 26 augusti 1936   | 24 augusti 1937   | 12 december 1938 | Sjönk under bogsering den 20 september 1942, efter att ha torpederads av U 703                                                                                |
| HMS Tartar   | F43          | Swan Hunter                                         | 26 augusti 1936   | 21 oktober 1937   | 10 mars 1939     | Såld som skrot, 6 januari 1948 |
| HMS Zulu     | F82          | Stephen                                             | 10 augusti 1936   | 23 september 1937 | 7 september 1938 | Sänkt i ett flyganfall utanför Tobruk den 14 september 1942                                                                                                   |

### Royal Canadian Navy
| Namn            | Skeppsnummer | Varv                       | Kölsträckt        | Sjösatt           | Tagen i tjänst    | Öde                                                                          |
| --------------- | ------------ | -------------------------- | ----------------- | ----------------- | ----------------- | ---------------------------------------------------------------------------- |
| HMCS Iroquois   | G89/217      | Vickers Armstrongs         | 19 september 1940 | 23 september 1941 | 10 december 1942  | Såld som skrot, 1966                                                         |
| HMCS Athabaskan | G07          | Vickers Armstrongs         | 31 oktober 1940   | 18 november 1941  | 3 februari 1943   | Sänkt 29 april 1944, torpederad av tyska torpedbåten T.24 norr om Ile de Bas |
| HMCS Huron      | G24/216      | Vickers Armstrongs         | 15 juli 1941      | 25 juni 1942      | 28 juli 1943      | Såld som skrot, 1965                                                         |
| HMCS Haida      | G63/215      | Vickers Armstrongs         | 29 september 1941 | 25 augusti 1942   | 18 september 1943 | Bevarad som museifartyg, Hamilton, 1964                                      |
| HMCS Micmac     | R10/214      | Halifax Shipyards, Halifax | 20 maj 1942       | 18 september 1943 | 14 september 1945 | Såld som skrot, 1964                                                         |
| HMCS Nootka     | R96/213      | Halifax Shipyards          | 20 maj 1942       | 26 april 1944     | 9 augusti 1946    | Såld som skrot, 1964                                                         |
| HMCS Cayuga     | R04/218      | Halifax Shipyards          | 7 oktober 1943    | 28 juli 1945      | 20 oktober 1947   | Såld som skrot, 1964                                                         |
| HMCS Athabaskan | R79/219      | Halifax Shipyards          | 15 maj 1944       | 4 maj 1945        | 12 januari 1947   | Såld som skrot, 1969                                                         |

### Royal Australian Navy
| Namn                    | Skeppsnummer | Varv                      | Kölsträckt       | Sjösatt          | Tagen i tjänst   | Öde                 |
| ----------------------- | ------------ | ------------------------- | ---------------- | ---------------- | ---------------- | ------------------- |
| HMAS Arunta             | I30          | Cockatoo Dockyard, Sydney | 15 november 1939 | 30 november 1940 | 30 april 1942    | Såld som skrot 1969 |
| HMAS Warramunga         | I44          | Cockatoo                  | 10 februari 1940 | 2 februari 1942  | 23 november 1942 | Såld som skrot 1963 |
| HMAS Bataan (ex-Kurnai) | I91          | Cockatoo                  | 18 februari 1942 | 15 januari 1944  | 25 maj 1945      | Såld som skrot 1958 |